# Lygrocharis nigripennis
Lygrocharis nigripennis là một loài bọ cánh cứng trong họ Cerambycidae.